# Quisqueya holdridgei
Quisqueya holdridgei är en orkidéart som beskrevs av Donald Dungan Dod. Quisqueya holdridgei ingår i släktet Quisqueya och familjen orkidéer. Inga underarter finns listade i Catalogue of Life.